# دوره فیزیک نظری لانداو-لیفشیتز
دوره فیزیک نظری یک مجموعه کتاب ده جلدی در فیزیک نظری است که نگارشش ابتدا توسط لو لانداو در اواخر دهه ۱۹۳۰ آغاز و با همکاری شاگردش اوگنی لیفشیتز تکمیل شد.
گفته می‌شود که لانداو بخش اعظم این دوره درسی را بین سال‌های ۱۹۳۸–۱۹۳۹ در حالی که در زندان کمیساریای خلق در امور داخلی (NKVD) بود، نوشته‌است. با این حال، تقریباً تمام نگارش واقعی جلدهای اولیه توسط لیفشیتز انجام شده‌است و این امر را می‌توان اینگونه خلاصه کرد که «نه یک کلمه لاندو و نه اندیشه لیفشیتز». هشت جلد اول در دهه ۵۰ و به زبان روسی به پایان رسید و در اواخر دهه ۱۹۵۰ توسط جان استوارت بل، به همراه جان برادبری سیکس، ام جی کریسلی، و دبلیو اچ رید به انگلیسی ترجمه شد. دو جلد آخر در اوایل دهه ۱۹۸۰ نوشته شده‌است، و ولادیمیر برستسسکی و لو پیتایسکی نیز در نوشتن آن نقش داشتند. این دوره درسی اغلب با عنوان غیررسمی لانداو-لیفشیتز (روسی: "Ландафшиц")، یا لانداو و لیفشیتز (روسی: "Ланлифшиц") شناخته می‌شود.

## اثر گذاری
ارائه مطالب در این دوره درسی در سطوح پیشرفته است و معمولاً برای مطالعه در سطح تحصیلات تکمیلی مناسب است. با وجود این که این دوره کاملاً تخصصی است، اما تخمین زده می‌شود که یک میلیون نسخه از آن تا سال ۲۰۰۵ فروخته شده باشد.
به اهمیت این دوره در مجله‌های ساینس و امریکن ساینتیس اشاره شده و نیز در یادداشتی در مجلهٔ بررسی ریاضی آمده‌است: «مفید بودن و موفقیت این دوره با تعداد زیاد و چاپ نسخه‌های پیاپی به زبان‌های روسی، انگلیسی، فرانسوی، آلمانی و سایر زبانها ثابت شده‌است.» در جشن صدمین سالگرد کار حرفه‌ای لانداو، مشاهده شد که این دوره «طول عمر بی سابقه» داشته‌است.
در سال ۱۹۶۲، لانداو و لیفشیتز به دلیل فعالیت برای این دوره درسی جایزه لنین را دریافت کردند. این اولین باری بود که برای تدریس فیزیک جایزه لنین اعطا می‌شد.

## فهرست موضوعات مطرح شده در دوره درسی
فهرست موضوعات مطرح شده در جلدهای مختلف این دوره براساس نسخهٔ انگلیسی به شرح ذیل است:

### جلد ۱
جلد ۱ مکانیسم کلاسیک را بدون نسبیت خاص و عام در فرمالیسم‌های لاگرانژی و همیلتون مورد بررسی قرار می‌دهد.

### جلد ۲
جلد ۲ شامل مکانیک نسبیتی ذرات و نظریه میدان کلاسیک، به‌طور خاص نسبیت خاص و الکترومغناطیس، نسبیت عام و گرانش است.

### جلد ۳
جلد ۳ مکانیک کوانتومی را بدون نسبیت خاص پوشش می‌دهد.

### جلد ۴
نسخه اصلی شامل دو کتاب با نام‌های قسمت ۱ و قسمت ۲ بود. اولین ویرایش جنبه‌های کلی مکانیک کوانتومی نسبیتی و نظریه میدان کوانتومی نسبیتی را پوشش می‌دهد، که منجر به الکترودینامیک کوانتومی می‌شود. دوم با الکترودینامیک کوانتومی ادامه یافت و آنچه در مورد فعل و انفعالات قوی و ضعیف شناخته شد. این جلد کتاب در اوایل دهه ۱۹۷۰ منتشر شد، زمانی که هنوز نیروهای قوی و ضعیف به خوبی درک نشده بودند. در ویرایش دوم، بخش‌های مربوطه حذف شده و با مباحثی در الکترودینامیک کوانتومی جایگزین شدند و دو بخش کتاب در یک جلد تجمیع شدند، و یک نمایش یک جلدی از تئوری میدان کوانتومی نسبیتی با برهم کنشهای الکترومغناطیسی به عنوان نمونه اولیه نظریه میدان کوانتومی ارائه شد.

### جلد ۵
جلد ۵ مکانیک آماری عمومی و ترمودینامیک و کاربردهای آن در واکنشهای شیمیایی، انتقال فاز و فیزیک ماده چگال را در بر می‌گیرد.

### جلد ۶
جلد ۶ مکانیک سیالات را در یک ارایه‌ی متراکم اما متنوع، از شاره‌های ایده‌آل تا چسبناک پوشش می‌دهد، و نیز شامل فصلی در مورد مکانیک سیالات نسبیتی، و فصل دیگری در مبحث ابرشاره‌ها است.

### جلد ۷
جلد ۷ تئوری الاستیسیته جامدات، از جمله مواد جامد چسبناک، ارتعاشات و امواج موجود در بلورهای دارای جابجایی و نیز یک فصل در مکانیک کریستال‌های مایع را در بر می‌گیرد.

### جلد ۸
جلد ۸ الکترومغناطیس موجود در مواد را در بر می‌گیرد و همچنین موضوعات مختلفی در فیزیک ماده چگالش، یک فصل مربوط به مگنتوهیدرودینامیک و دیگری در مورد اپتیک غیرخطی است.

### جلد ۹
- جلد ۹ بر اساس خط فکری کتاب فیزیک آماری اصلی نگاشته شده‌است و کاربردهای بیشتری برای نظریه‌های ماده چگال دارد.

### جلد ۱۰
- جلد ۱۰ به بررسی کاربرد نظریه جنبشی در تئوری ماده چگال و در فلزات و عایق‌ها و نیز به گذارهای فاز می‌پردازد.

## یادداشت
1. ↑  Richard Rhodes (1995). Dark Sun: The Making of the Hydrogen Bomb. Simon & Schuster. p. 33.
2. ↑  Anton Z. Capri (2007). "From Quanta to Quarks: More Anecdotal History of Physics". World Scientific: 112. {{cite journal}}: Cite journal requires |journal= (help)
3. ↑  "О простоте". 2006-06-18.
4. ↑  "Форум-ФРТК-МФТИ: чем ландафшиц не понравился?". 2011-02-18. Archived from the original on 3 August 2017. Retrieved 6 May 2012.
5. ↑  "A Physics Book List". math.ucr.edu. Retrieved 2017-07-25.
6. ↑  Aboites, Vicente (2005-11-01). "Feynman: The Lectures and the Man". Physics Today. 58 (11): 12. doi:10.1063/1.4796780. ISSN 0031-9228.
7. 1 2  Hall, Karl (2005). ""Think Less about Foundations": A Short Course on Landau and Lifshitz's Course of Theoretical Physics".  In Kaiser, David (ed.). Pedagogy and the Practice of Science: Historical and Contemporary Perspectives (به انگلیسی). Cambridge, MA, USA: MIT Press. pp. 253–286. ISBN 978-0-262-11288-8.
8. ↑  Lubkin, Gloria B. (2009). "Centenary of Lev Landau". American Physical Society (به انگلیسی). Retrieved 2017-07-25.